# 286162 Tatarka
286162 Tatarka è un asteroide della fascia principale. Scoperto nel 2001, presenta un'orbita caratterizzata da un semiasse maggiore pari a 2,7281711 UA e da un'eccentricità di 0,1123671, inclinata di 4,44202° rispetto all'eclittica.